# 宮島真一
宮島 真一（みやじま しんいち、1973年8月31日 - ）は、沖縄県のローカルタレント、司会者、経営者。

## 経歴
沖縄市出身。沖縄県立北谷高等学校、沖縄国際大学短期大学部英文科を経て、名桜大学国際学部国際文化学科に学ぶ。大学卒業後、ライブハウス経営、会社員、ラジオDJ、映画製作スタッフなどを経て、ローカルタレントとしての活動を始めた。
宮島は、2013年から始まった、沖縄市の観光をPRする深夜のテレビ番組『コザの裏側』（琉球放送）の司会者を、糸数美樹とともに務めている。
2014年には、糸数美樹、岸本セシルとともに、沖縄市のPRを担う「ちゃんぷる～沖縄市大使」に就任し、11月29日にコザ・ミュージックタウンで就任式と記者会見が行なわれた。
2015年には、沖縄県で制作された県産映画を上映する沖縄市のカフェシアター「シアタードーナツ・オキナワ」を開業し、これを運営するベイキャントストア・ピクチャーズ (Vacant Store Pictures)の代表となっている。

## 出演

### テレビ
- コザの裏側（琉球放送）

### 映画
- レンブとゆりかご（2021年、監督：友利翼） - ミドルキック純 役

### ラジオ
- 宮島真一のLets go to the movie（FMコザ）